# Marisa Borroni

Marisa Borroni, al centro, fra Nicoletta Orsomando e Maria Teresa Ruta

Marisa Borroni (Milano, 24 giugno 1929) è un'annunciatrice televisiva, conduttrice televisiva e attrice italiana che è stata attiva particolarmente fra gli anni cinquanta e gli anni sessanta.

## Biografia
È stata, assieme a Fulvia Colombo, una fra le prime Signorine buonasera della Rai, attiva dagli studi di Milano. Fu soprannominata il musetto delle nove, in virtù della sua bellezza discreta.
Come presentatrice televisiva ha condotto, il 31 dicembre 1954, il veglione di Capodanno (primo Capodanno in televisione) assieme a Mike Bongiorno e due edizioni del Festival di Napoli, quella del 1957 e quella del 1960.
Nel 1958 è stata, assieme a Gianni Agus,  Walter Chiari, Carlo Campanini e Tina de Mola, conduttrice della trasmissione televisiva La via del successo. 
Fra il 1956 e il 1960 ha avuto anche una breve esperienza come attrice cinematografica: con il regista Leonardo De Mitri nel film drammatico-sentimentale Altair, dove interpreta il personaggio di Luisa, girato accanto ad Antonella Lualdi, Franco Interlenghi, Carlo Croccolo e Jacques Sernas; con Luigi Giachino nel film comico Per le vie della città (personaggio di Fiorella) con Gino Bramieri e Febo Conti che in quell'occasione riproponeva la maschera di Ridolini.

## Filmografia
- Altair (1956)
- Per le vie della città (1956)